# Gojanec
Gojanec is een plaats in de gemeente Varaždin in de Kroatische provincie Varaždin. De plaats telt 603 inwoners (2001).